# Multidisciplinair Interventie Team
Het Multidisciplinair Interventie Team (MIT) was een speciaal Nederlands politieteam dat in 2019 was opgericht. Het team, dat uit 300 medewerkers bestond, had tot doel om de georganiseerde misdaad te bestrijden. Het MIT was een samenwerkingsverband van de Nationale Politie, het Openbaar Ministerie, de Belastingdienst met de opsporingsdienst FIOD, de Koninklijke Marechaussee en speciale onderdelen van de Nederlandse krijgsmacht.
Binnen de politie, het OM en de vakbonden waren sinds de oprichting in 2019 vragen over de positie ten opzichte van bestaande rechercheteams als de in 2013 opgerichte Dienst Landelijke Recherche en het Landelijk Parket binnen het Openbaar Ministerie. Binnen deze diensten bestond ook de vrees dat te veel middelen en rechercheurs de overstap zouden maken naar het MIT zonder enige meerwaarde voor de onderzoekscapaciteit.
Op 25 mei 2022 maakte minister Yeşilgöz van Justitie en Veiligheid bekend dat het team werd opgeheven wegens gebrek aan resultaten. Het MIT had in haar tweeënhalf jarig bestaan zo'n 73 miljoen euro gekost, was daarbij niet uit de oprichtingsfase gekomen en had geen enkele arrestatie verricht, noch onderzoek uitgevoerd dat leidde tot strafrechtelijke vervolging.

## Vervolg
Het MIT werd hernoemd tot "Nationale Samenwerking tegen Ondermijnende Criminaliteit" (NSOC) en krijgt 18 maanden te tijd om, in afgeslankte vorm, verder te gaan.